# Weidfelder bei Gersbach und an der Wehra
Weidfelder bei Gersbach und an der Wehra este o arie protejată (arie specială de conservare — SAC, sit de importanță comunitară — SCI) din Germania întinsă pe o suprafață de 2.009,96 ha, integral pe uscat.

## Localizare
Centrul sitului Weidfelder bei Gersbach und an der Wehra este situat la coordonatele 47°40′46″N 7°56′44″E / 47.6794°N 7.9456°E.

## Înființare
Situl Weidfelder bei Gersbach und an der Wehra a fost declarat sit de importanță comunitară în ianuarie 2005 pentru a proteja 4 specii de plante și 7 specii de animale. Situl a fost protejat și ca arie specială de conservare în ianuarie 2019.

## Biodiversitate
Situată în ecoregiunea continentală, aria protejată conține 16 habitate naturale: Cursuri de apă de la nivel de câmpie la nivel montan, cu vegetație Ranunculion fluitantis și Callitricho-Batrachion, Pajiști uscate europene, Formațiuni ierboase bogate în specii de Nardus, dezvoltate pe substraturi silicioase în zone montane (și în zone submontane, în Europa continentală), Pajiști cu Molinia pe soluri calcaroase, turboase sau argilos-nămoloase (Molinion caeruleae), Liziere de ierburi înalte hidrofile de câmpie și de nivel montan până la alpin, Fânețe de joasă altitudine (Alopecurus pratensis, Sanguisorba officinalis), Fânețe montane, Mlaștini oligotrofe degradate, capabile încă de regenerare naturală, Grohotișuri silicioase medio-europene, la altitudine înaltă, Pante stâncoase silicioase cu vegetație casmofită, Roci stâncoase cu vegetație pionieră de Sedo-Scleranthion sau Sedo albi-Veronicion dillenii, Păduri de fag Luzulo-Fagetum, Păduri de fag Asperulo-Fagetum, Păduri pe pante, grohotișuri și ravene de Tilio-Acerion, Păduri aluvionare cu Alnus glutinosa și Fraxinus excelsior (Alno-Padion, Alnion incanae, Salicion albae), Păduri acidofile de Picea de la nivel montan la nivel alpin (Vaccinio-Piceetea).
La baza desemnării sitului se află mai multe specii protejate:
- plante (4): Buxbaumia viridis, mușchi (Dicranum viride), Orthotrichum rogeri, Vandenboschia speciosa
- mamifere (4): liliac cârn (Barbastella barbastellus), castor (Castor fiber), liliac cărămiziu (Myotis emarginatus), liliac comun (Myotis myotis)
- nevertebrate (2): Austropotamobius pallipes, rădașcă (Lucanus cervus)
- pești (1): cicar (Lampetra planeri)